# MiSaMo
MiSaMo (кор. 미사모, Misamo, стилізується великими літерами) — перший підрозділ південнокорейського жіночого гурту Twice, сформованого JYP Entertainment. Гурт складається з японських учасниць Twice: Момо, Сани та Міни. Вони дебютували у 2023 році з мініальбомом Masterpiece.

## Назва
Назва підрозділу, MiSaMo, складається з імен учасниць Міни (Mina), Сани (Sana) та Момо (Momo). До офіційного утворення підрозділу учасниці часто використовували для позначення себе втрьох термін «MiSaMo».

## Кар'єра
У 2012 році спочатку планувалося, що Сана і Момо дебютують у жіночому гурті з чотирьох учасниць в Японії; однак JYP призупинили проєкт через погіршення корейсько-японських відносин після територіальних суперечок про Ліанкур-Рокс. У 2015 році учасниці брали участь у реаліті-шоу Mnet Sixteen, змагальному шоу на виживання, у фіналі якого було сформовано дівочий гурт Twice.
У лютому 2023 року JYP оголосив, що MiSaMo дебютують з мініальбомом із семи треків, включаючи «Bouquet», спочатку випущений для TV Asahi Liaison: Children's Heart Clinic 26 липня. Напередодні виходу мініальбому 15 червня було випущено пісню та кліп на Marshmallow. 22-27 липня гурт провів дебютну п'ятиденну презентацію під назвою «MiSaMo Japan Showcase 2023» в Осаці та Йокогамі. На п'ять шоу було продано 40 000 квитків із понад 600 000 заявок на квитки. У грудні 2023 року гурт брав участь у 74-му NHK Kōhaku Uta Gassen, де виконали пісню «Do Not Touch».

## Дискографія

### Мініальбоми
| Назва       | Деталі                                                                                            | Пікові позиції у чартах | Пікові позиції у чартах | Пікові позиції у чартах | Продажі                  | Сертифікації     |
| Назва       | Деталі                                                                                            | JPN                     | JPN Cmb.                | JPN Hot                 | Продажі                  | Сертифікації     |
| ----------- | ------------------------------------------------------------------------------------------------- | ----------------------- | ----------------------- | ----------------------- | ------------------------ | ---------------- |

Лого альбому Masterpiece

| Masterpiece | - Реліз: 26 липня 2023 - Лейбл: Warner Japan - Формат: CD, CD+DVD, цифрове завантаження, стриминг | 1                       | 1                       | 1                       | - Японія: 200,819 (Фіз.) | - RIAJ: Platinum |

### Сингли
| Назва                                                                            | Рік  | Пікові позиції у чартах | Пікові позиції у чартах | Пікові позиції у чартах | Пікові позиції у чартах | Альбом      |
| Назва                                                                            | Рік  | JPN Cmb.                | JPN Hot                 | NZ Hot                  | US World                | Альбом      |
| -------------------------------------------------------------------------------- | ---- | ----------------------- | ----------------------- | ----------------------- | ----------------------- | ----------- |
| «Bouquet»                                                                        | 2023 | 28                      | 32                      | —                       | —                       | Masterpiece |
| «Marshmallow»                                                                    | 2023 | —                       | 57                      | —                       | —                       | Masterpiece |
| «Do Not Touch»                                                                   | 2023 | 45                      | 58                      | 17                      | 13                      | Masterpiece |
| «—» релізи, що не потрапили у чарти або не були випущені у відповідних регіонах. |      |                         |                         |                         |                         |             |

## Відеографія

### Музичні відео
| Назва          | Рік  | Режисер(и)   | Прим.         |
| -------------- | ---- | ------------ | ------------- |
| «Marshmallow»  | 2023 | Невідомий    | [ 18 ]        |
| «Do Not Touch» | 2023 | Guzza (Kudo) | [ 19 ] [ 20 ] |

### Відеоальбоми
| Назва                               | Деталі                                                               | Пікові позиції у чартах | Пікові позиції у чартах | Продажі          |
| Назва                               | Деталі                                                               | JPN DVD                 | JPN Blu-ray             | Продажі          |
| ----------------------------------- | -------------------------------------------------------------------- | ----------------------- | ----------------------- | ---------------- |
| MiSaMo Japan Showcase «Masterpiece» | - Реліз: 20 грудня 2023 - Лейбл: Warner Japan - Формат: DVD, Blu-ray | 4                       | 6                       | - Японія: 18,478 |

## Концертні тури

### MiSaMo Japan Showcase 2023
| Дата          | Місто    | Країна | Місце проведення | Кл-ть від. |
| ------------- | -------- | ------ | ---------------- | ---------- |
| 22 липня 2023 | Осака    | Японія | Intex Osaka      | 40,000     |
| 23 липня 2023 | Осака    | Японія | Intex Osaka      | 40,000     |
| 25 липня 2023 | Йокогама | Японія | Pia Arena MM     | 40,000     |
| 26 липня 2023 | Йокогама | Японія | Pia Arena MM     | 40,000     |
| 27 липня 2023 | Йокогама | Японія | Pia Arena MM     | 40,000     |